# Associazione Calcio Reggiana 1924-1925
Questa pagina raccoglie i dati riguardanti l'Associazione Calcio Reggiana nelle competizioni ufficiali della stagione 1924-1925.

## Stagione
Questa stagione 1924-1925 è la prima nella massima serie nazionale per la Reggiana, in un girone con il Genoa campione d’Italia, l'Inter, il Torino, la Pro Vercelli, il Casale, il Modena e altre squadre. Al Mirabello vengono montate tre tribunette in legno dietro le porte. Il nuovo allenatore è Severino Taddei.
A rinforzare i granata arrivano (oltre agli italiani Foschini, Vannini, Panzacchi e Baviera) due austriaci segnalati dall’ex allenatore Karl Stürmer finito al Torino, Powolny e Huber. Quest'ultimo, appena diciottenne, verrà richiamato in patria dalla famiglia alla fine della terza partita d’andata a causa dei diversi falli subiti e morirà ancora giovane a causa di una grave malattia.
Tra le perle di stagione il sonoro (4-2) inferto all’Internazionale il 19 ottobre 1924, e la vittoria (2-1) sul Torino del 1° febbraio 1925. Viene espulso Sereno nel derby col Modena perso malamente (1-4) con lo stadio completamente esaurito. I tifosi del Modena mandavano un piccione con la notizia di un gol ogni rete segnata. Poi risultati alterni, ma i granata salvano la categoria grazie ai gol di Romano e di Powolny, la coppia ne realizza  ben 27 che portano la Reggiana all'ottavo posto finale con 22 punti. Lo scudetto lo vince per la prima volta il Bologna.

## Divise
| Manica sinistra · Maglietta · Manica destra · Pantaloncini · Calzettoni |

## Rosa
| N. |                    | Ruolo | Calciatore          |
| -- | ------------------ | ----- | ------------------- |
|    | Italia (bandiera)  | A     | Stefano Aigotti     |
|    | Italia (bandiera)  | P     | Ettore Agazzani     |
|    | Italia (bandiera)  | D     | Giannetto Bezzecchi |
|    | Italia (bandiera)  | D     | Enrico Bottazzi     |
|    | Italia (bandiera)  | A     | Dante Baviera       |
|    | Italia (bandiera)  | C     | Giuseppe Bussi      |
|    | Italia (bandiera)  | C     | Umberto Cornetti    |
|    | Italia (bandiera)  | C     | Carlo Del Rosso     |
|    | Italia (bandiera)  | A     | Domenico Ferri      |
|    | Italia (bandiera)  | P     | Ercole Foschini     |
|    | Austria (bandiera) | A     | Karl Huber          |

| N. |                    | Ruolo | Calciatore              |
| -- | ------------------ | ----- | ----------------------- |
|    | Italia (bandiera)  | A     | Giuseppe Maiani         |
|    | Italia (bandiera)  | D     | Giuseppe Marchi         |
|    | Italia (bandiera)  | A     | Arturo Michelini        |
|    | Italia (bandiera)  | D     | Riccardo Panzacchi      |
|    | Austria (bandiera) | A     | Antonio Powolny         |
|    | Italia (bandiera)  | A     | Felice Romano           |
|    | Italia (bandiera)  | A     | Giovanni Rasia Dal Polo |
|    | Italia (bandiera)  | A     | Gaudenzio Sereno        |
|    | Italia (bandiera)  | D     | Carlo Vacondio          |
|    | Italia (bandiera)  | D     | Mario Vannini           |

## Risultati

### Prima Divisione

#### Lega Nord - Girone A

##### Girone di andata
| Arbitro: | Sessa (Milano) |

|                                           |           |             |
| Calvi 70’ Vannini 73’ (aut.) Kreutzer 77’ | Marcatori | 53’ Powolny |

| Arbitro: | G. Crivelli (Milano) |

|                                                   |           |                   |
| Powolny 10’, 70’, 89’ Baviera 32’ Romano 47’, 87’ | Marcatori | 15’, 46’ Levratto |

| Arbitro: | Barbon (Venezia) |

|                                     |           |                             |
| Baviera 2’, 7’ Huber 15’ Romano 55’ | Marcatori | 44’ Bussich 57’ L. Cevenini |

| Arbitro: | P. Barlassina (Novara) |

|              |           |            |
| Albertoni 4’ | Marcatori | 15’ Romano |

| Arbitro: | Scamoni (Torino) |

|            |           |                                                                 |
| Romano 72’ | Marcatori | 40’ Tichowsky 46’ I. Breviglieri 50’ (aut.) Vannini 63’ Winkler |

| Arbitro: | Vota (Vercelli) |

|                         |           |            |
| Ghidoni 28’ Venzano 89’ | Marcatori | 35’ Romano |

| Arbitro: | Zennaro (Genova) |

|                    |           |  |
| Bargero 55’ (aut.) | Marcatori |  |

| Arbitro: | Galletti (Genova) |

|                              |           |  |
| Sbrana 12’ (rig.) Favati 40’ | Marcatori |  |

| Arbitro: | Pasinati (Venezia) |

|              |           |             |
| Giuliani 80’ | Marcatori | 77’ Powolny |

| Arbitro: | Armano (Torino) |

|                                     |           |                 |
| Catto 32’, 71’ Neri 62’ Alberti 67’ | Marcatori | 20’, 58’ Romano |

| Arbitro: | Moro (Sampierdarena) |

|                   |           |  |
| Comi 50’ Tosi 60’ | Marcatori |  |

##### Girone di ritorno
| Arbitro: | Bortoletti (Venezia) |

|                        |           |             |
| Powolny 34’ Romano 89’ | Marcatori | 35’ Amadesi |

| Arbitro: | Bistoletti (Milano) |

|                                   |           |  |
| Levratto 15’, 78’ E. Chiecchi 72’ | Marcatori |  |

| Arbitro: | Sani (Ferrara) |

|                                             |           |  |
| Tornabuoni 17’, 25’ Cevenini III 19’ (rig.) | Marcatori |  |

| Arbitro: | Vagge (Genova) |

|                                |           |            |
| Romano 10’ Powolny 57’ 70’ 80’ | Marcatori | 75’ Bonzio |

| Arbitro: | Enrietti (Torino) |

|                        |           |                       |
| Winkler 5’ Vezzani 25’ | Marcatori | 68’ (aut.) Scacchetti |

| Arbitro: | Bonello (Venezia) |

|                        |           |  |
| Powolny 50’ Romano 78’ | Marcatori |  |

| Arbitro: | Moro (Sampierdarena) |

|                 |           |  |
| Blando 18’, 25’ | Marcatori |  |

| Arbitro: | Scamoni (Torino) |

|                            |           |               |
| Powolny 12’, 19’ Rasia 71’ | Marcatori | 85’ Artigiani |

| Arbitro: | Girelli (Verona) |

|                         |           |             |
| Baviera 22’ Powolny 81’ | Marcatori | 9’ Giuliani |

| Arbitro: | Montessoro (Torino) |

|             |           |                                                        |
| Baviera 25’ | Marcatori | 13’ Catto 29’ Barbieri 49’ Aycard 75’ (rig.) De Vecchi |

| Arbitro: | Girelli (Verona) |

|                             |           |              |
| Powolny 20’, 40’ Romano 57’ | Marcatori | 70’ I. Rossi |

## Statistiche

### Statistiche di squadra
| Competizione    | Punti | In casa | In casa | In casa | In casa | In casa | In casa | In trasferta | In trasferta | In trasferta | In trasferta | In trasferta | In trasferta | Totale | Totale | Totale | Totale | Totale | Totale | DR |
| Competizione    | Punti | G       | V       | N       | P       | Gf      | Gs      | G            | V            | N            | P            | Gf           | Gs           | G      | V      | N      | P      | Gf     | Gs     | DR |
| --------------- | ----- | ------- | ------- | ------- | ------- | ------- | ------- | ------------ | ------------ | ------------ | ------------ | ------------ | ------------ | ------ | ------ | ------ | ------ | ------ | ------ | -- |
| Prima Divisione | 20    | 11      | 9       | 0       | 2       | 29      | 17      | 11           | 0            | 2            | 9            | 7            | 25           | 22     | 9      | 2      | 11     | 36     | 42     | -6 |

### Statistiche dei giocatori
| Giocatore    | Prima Divisione | Prima Divisione |
| Giocatore    | Presenze        | Reti            |
| ------------ | --------------- | --------------- |
| E. Agazzani  | 3               | -5              |
| S. Aigotti   | 2               | 0               |
| D. Baviera   | 21              | 5               |
| G. Bezzecchi | 19              | 0               |
| E. Bottazzi  | 19              | 0               |
| G. Bussi     | 1               | 0               |
| U. Cornetti  | 6               | 0               |
| C. Del Rosso | 1               | 0               |
| D. Ferri     | 5               | 0               |
| E. Foschini  | 20              | -37             |
| K. Uber      | 3               | 1               |
| G. Maiani    | 1               | 0               |
| G. Marchi    | 22              | 0               |
| A. Michelini | 2               | 0               |
| R. Panzacchi | 11              | 0               |
| A. Powolny   | 22              | 15              |
| G. Rasia     | 11              | 1               |
| F. Romano    | 21              | 12              |
| G. Sereno    | 14              | 1               |
| C. Vacondio  | 19              | 0               |
| M. Vannini   | 20              | 0               |